# Runkel
Runkel – miasto w Niemczech, w kraju związkowym Hesja, w rejencji Gießen, w powiecie Limburg-Weilburg.

## Położenie geograficzne
Runkel położone jest w dolinie rzeki Lahn po obu jej stronach między Westerwaldem i Taunusem we wschodniej części limburskiej niecki, osiem kilometrów na wschód od Limburg an der Lahn. Większość zabudowy wraz ze starym miastem znajduje się na lewym brzegu rzeki.

## Historia
Wykopaliska archeologiczne wskazują na osadę zamieszkałą już w czasach Merowingów. Pierwsza wzmianka w dokumentach pochodzi z 1159. W tym czasie został zbudowany Zamek Runkel, który od 1230 posiadał kaplicę, która była pierwszą budowlą sakralną w mieście. W czasie Wojny trzydziestoletniej w 1634 miasto wraz z zamkiem zostało zniszczone. W 1649 część mieszkalna zamku została odbudowana w formie pałacu. W 1791 doszło do walk ulicznych podczas usuwania francuskich żołnierzy rewolucyjnych. Po Kongresie wiedeńskim Runkel zostało włączone do Księstwa Nassau. 

## Zabytki
- ruiny zamku Runkel z XII w.
- domy budowane w technice szkieletowej z XVII-XVIII w.
- kamienny most na rzece Lahn z XV w.
- młyn wodny z XIII w. (od 1972 zaopatrzony w turbinę produkuje energię elektryczną)
- dzwonnica kościoła ewangelickiego (dawna wieża murów obronnych miasta)
- budynek plebanii z 1664 (w czasie II wojny światowej pełnił funkcję ratusza)

## Galeria

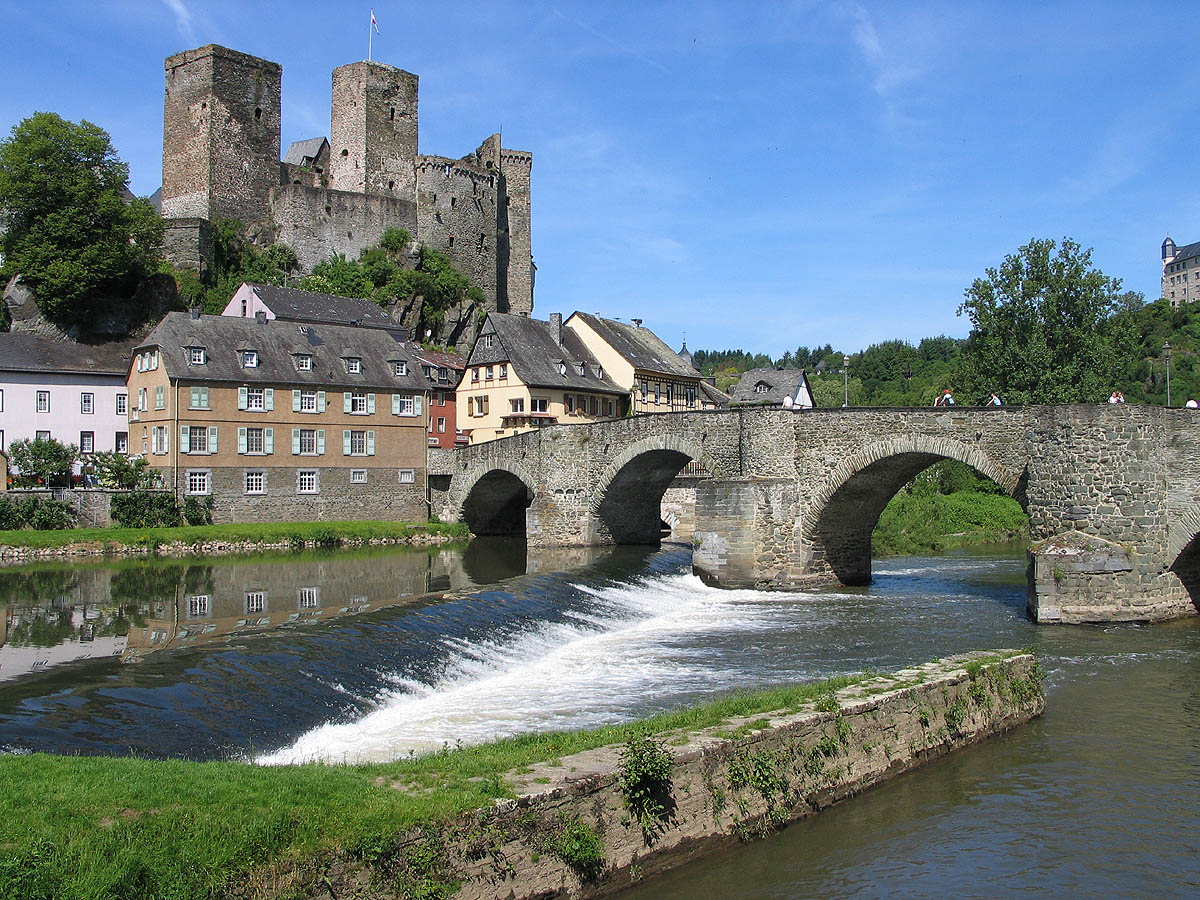
Zamek Runkel
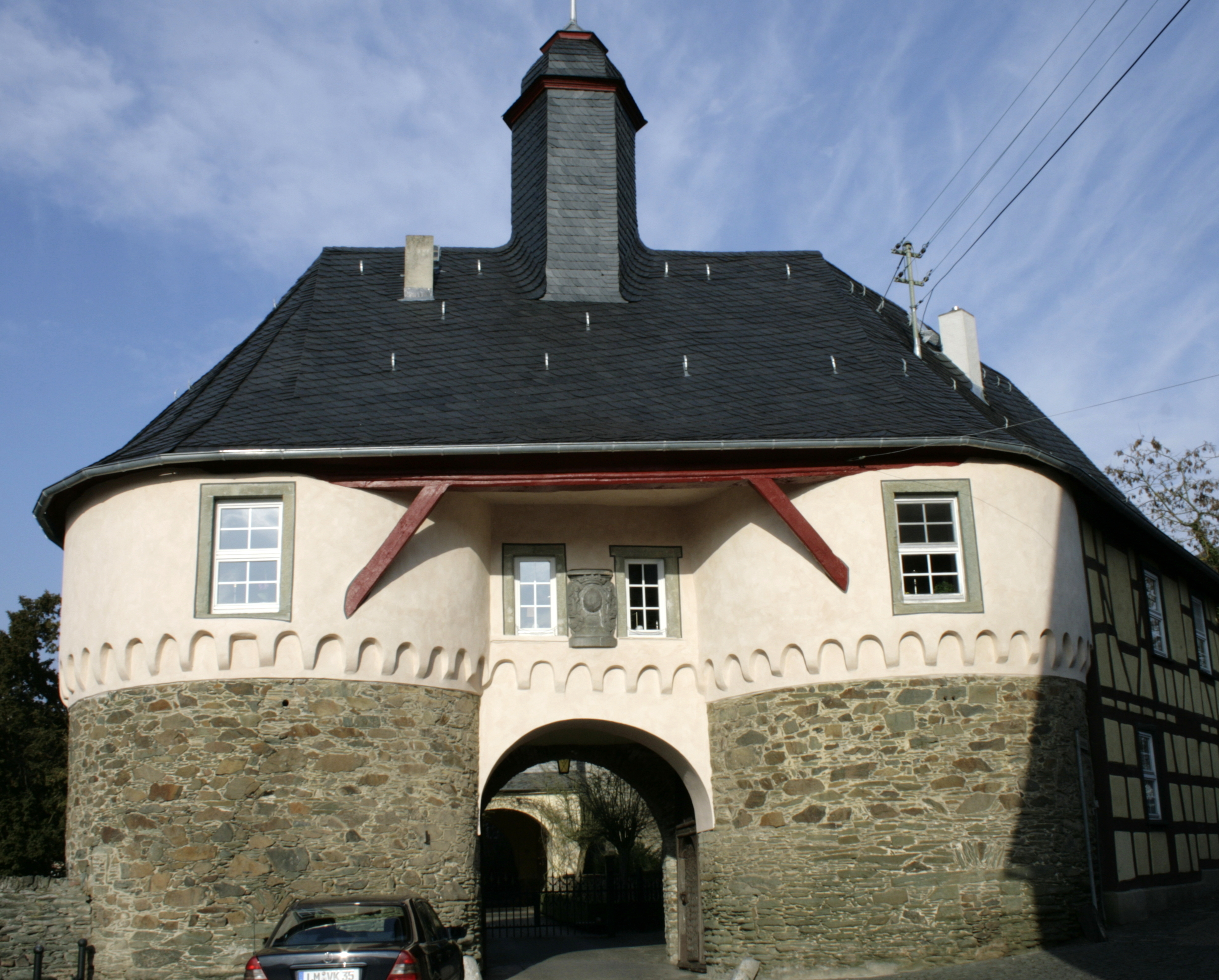
Brama zamkowa
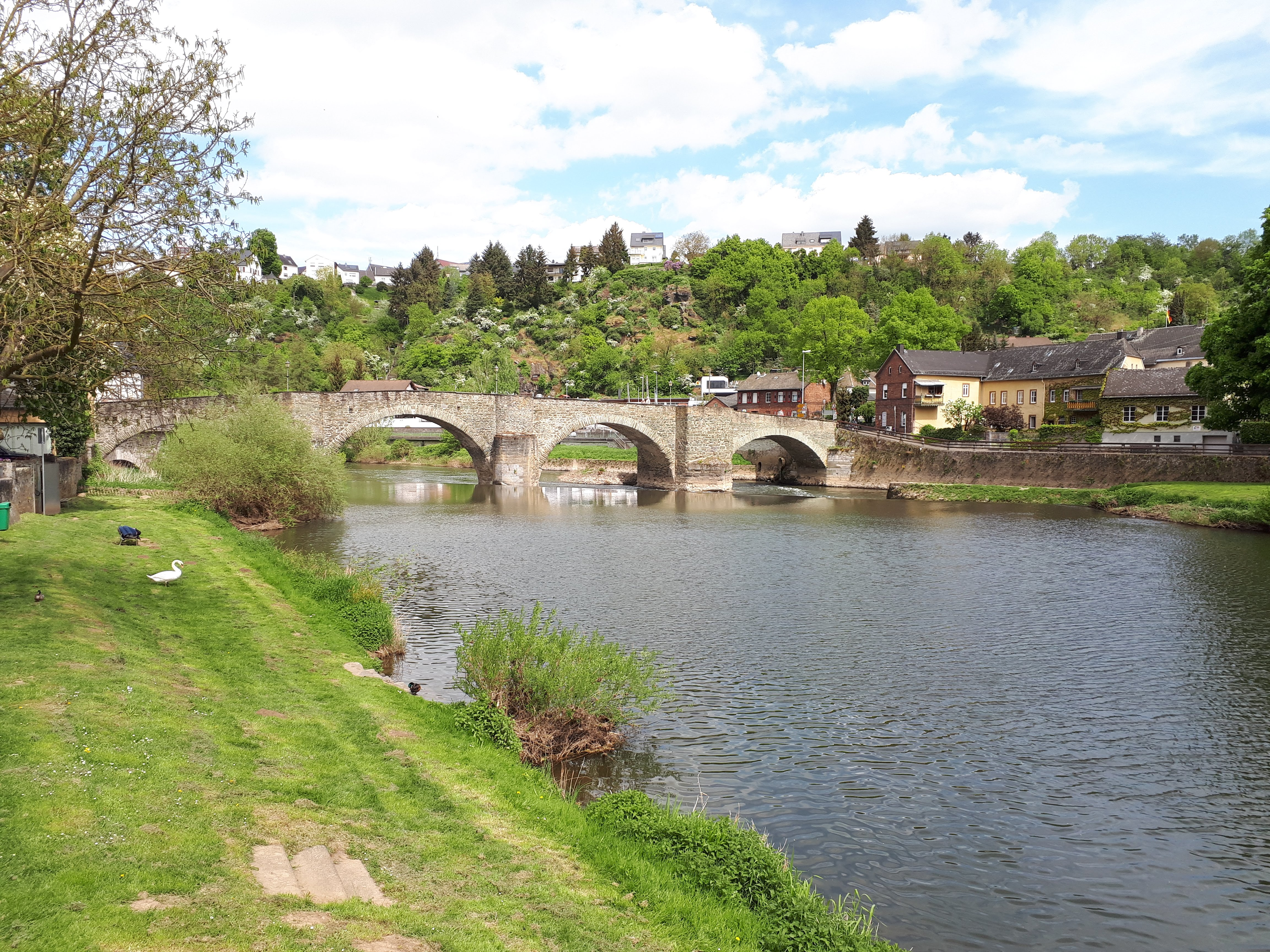
Średniowieczny most w Runkel
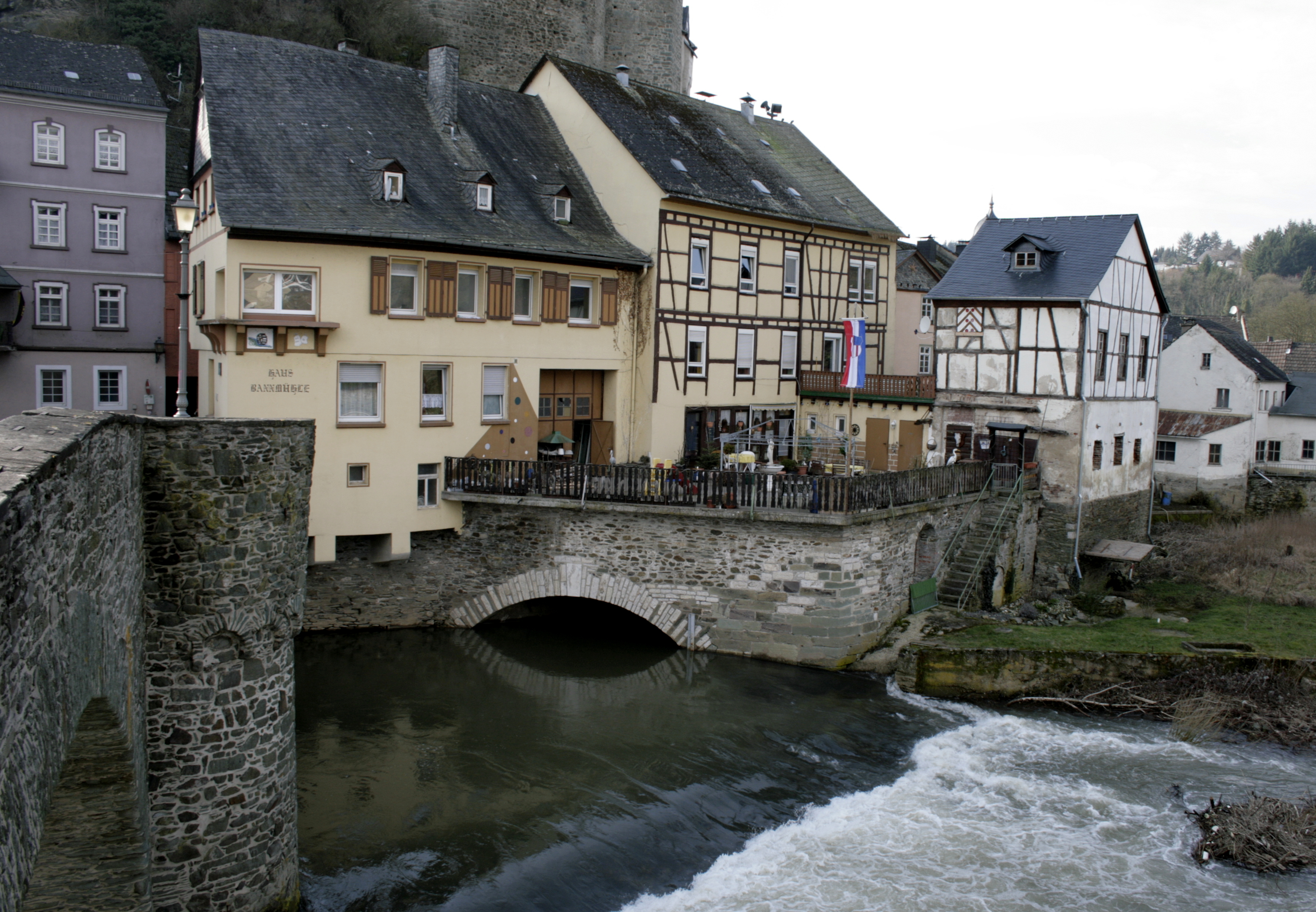
Młyn wodny przy kamiennym moście na rzece Lahn
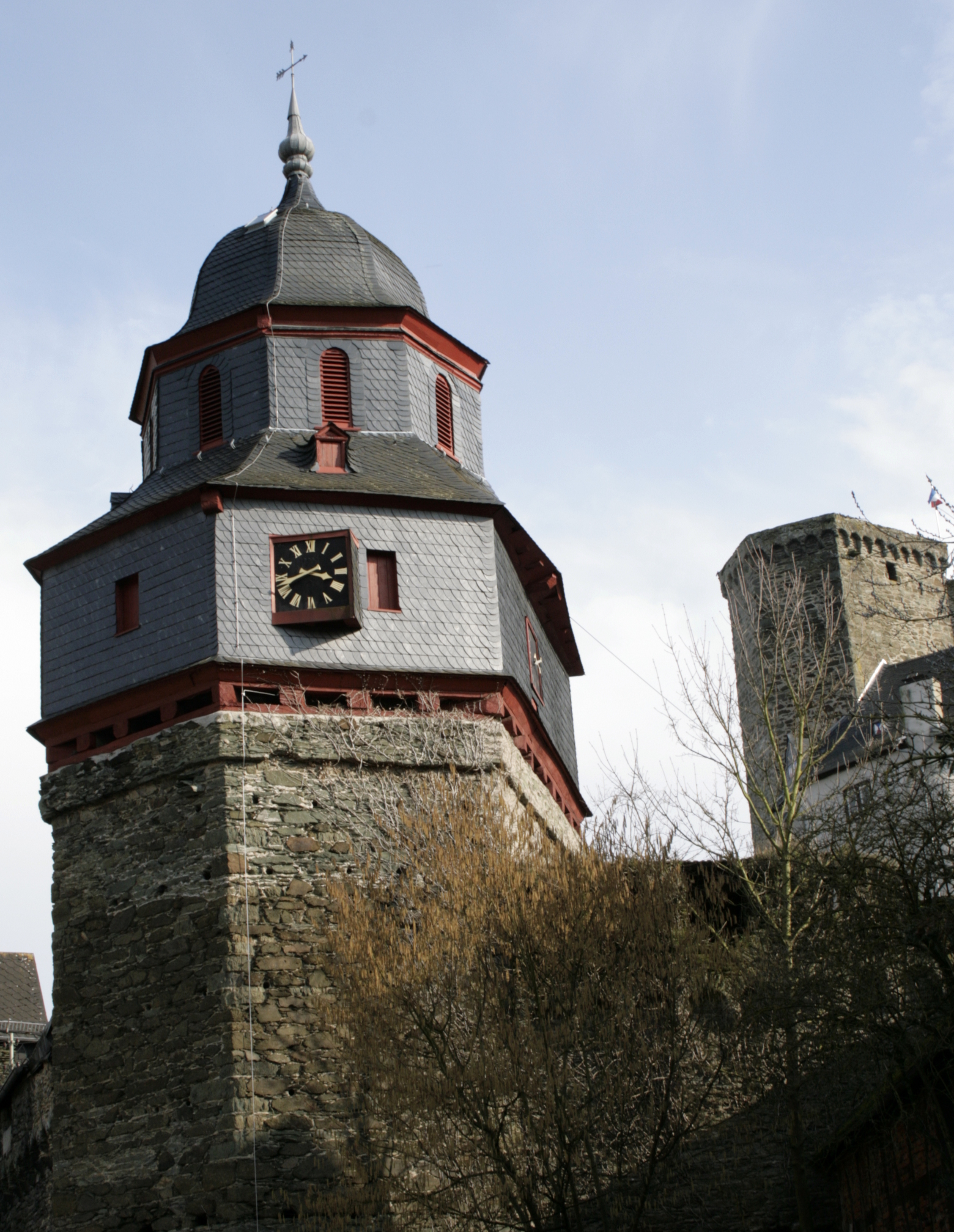
Dzwonnica kościoła ewangelickiego (dawniej wieża w murach obronnych)
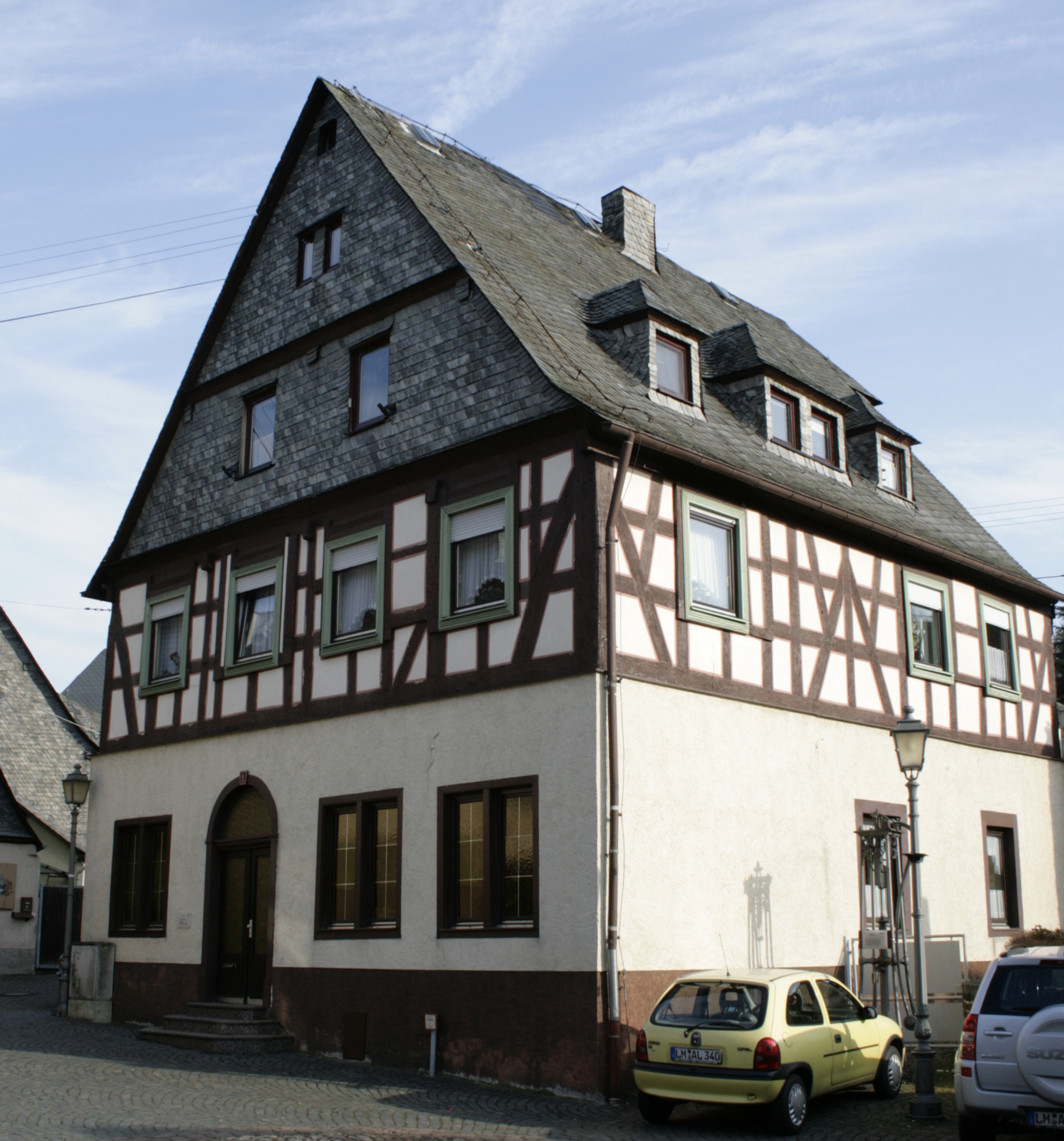
Stary ratusz z 1596 przy Placu Zamkowym (Schlossplatz)
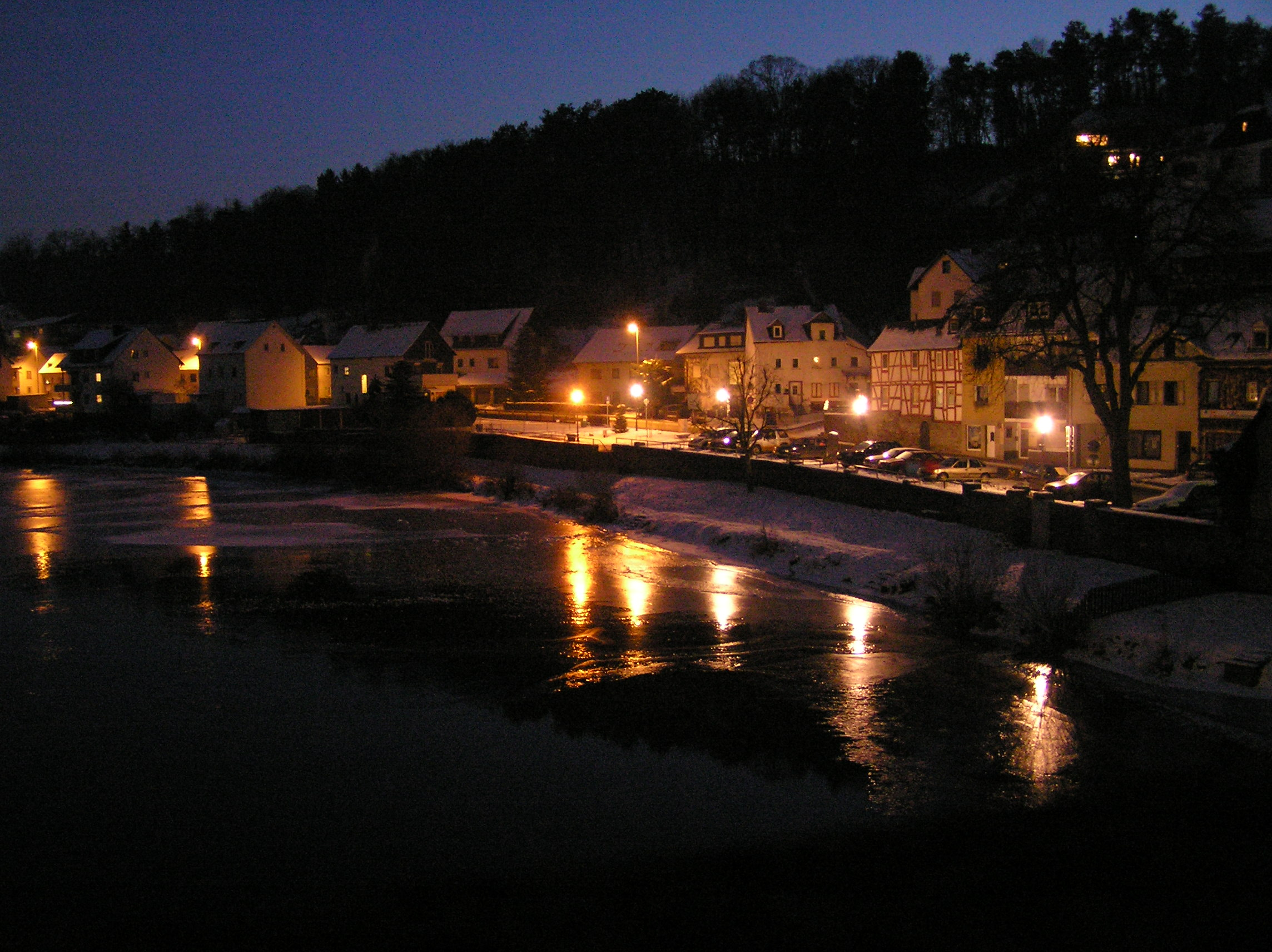
Runkel wieczorem